# Pusionella
Pusionella là một chi ốc biển, là động vật thân mềm chân bụng sống ở biển trong họ Clavatulidae.

## Các loài
Các loài thuộc chi Pusionella bao gồm:
- Pusionella aculeiformis (Lamarck, 1822)[2]
- Pusionella albocinctus (Petit de la Saussaye, 1851)[3]
- Pusionella buccinatus (Lamarck, 1822)[4]
- Pusionella compacta Strebel, 1914[5]
- Pusionella ghanaensis Boyer & Ryall, 2006[6]
- Pusionella haasi Dautzenberg, 1912[7]
- Pusionella lirata Adams A., 1853[8]
- Pusionella lupinus (Philippi, 1850)[9]
- Pusionella nifat (Bruguiere, 1789)[10]
- Pusionella rapulum Tryon, 1884[11]
- Pusionella remorata Sykes, 1905[12]
- Pusionella valida (Dunker, 1852)[13]
- Pusionella vulpina (Born, 1780)[14]
- Pusionella vulpinus (Born, 1780)[15]